# Nannophlebia biroi
Nannophlebia biroi – gatunek ważki z rodziny ważkowatych (Libellulidae).